# Джага-Кипчак
Джага́-Кипча́к (укр. Джага-Кипчак, крымскотат. Cağa Qıpçaq, Джагъа Къыпчакъ) — исчезнувшее село в Нижнегорском районе Республики Крым, располагавшееся на севере района, в степном Крыму; ныне включено в состав современного села Лужки, сейчас, примерно, северная часть села.

## История
Упоминание села встречается в Камеральном Описании Крыма… 1784 года, судя по которому, в последний период Крымского ханства Чога Кыпчак входил в Насывский кадылык Карасъбазарскаго каймаканства. Но, в дальнейшем, название в такой форме в доступных источниках не встречается до 60-х годов XIX века.
Вновь селение встречается в 1860-х годах, когда, после земской реформы Александра II, деревню приписали к Владиславской волости. По «Списку населённых мест Таврической губернии по сведениям 1864 года», составленному по результатам VIII ревизии 1864 года, Кипчак — владельческая татарская деревня с 4 дворами и 11 жителями при колодцах. По обследованиям профессора А. Н. Козловского начала 1860-х годов, в селении имелась «мелкая пресная вода» в колодцах глубиной 1 сажень (2 м). Возле селения протекает река Карасовка, но летом воды в ней не бывает. В «Памятной книжке Таврической губернии за 1867 год» говорится, что деревня Джага качик, Байгончекской волости Перекопского уезда, была покинута жителями в 1860—1864 годах — в результате эмиграции крымских татар, особенно массовой после Крымской войны 1853—1856 годов, в Турцию и заселена русскими. На трёхверстовой карте Шуберта 1865—1876 года деревня также не обозначена. К 1886 году Владиславская волость была упразднена и в «Памятной книге Таврической губернии 1889 года», по результатам Х ревизии 1887 года, в деревне Джага-Кипчак Байгончекской волости числилось 13 дворов и 51 житель.
После земской реформы 1890 года деревню отнесли к Ак-Шеихской волости. По «…Памятной книжке Таврической губернии на 1900 год» в деревне Джага-Кипчак числилось 132 жителя в 14 дворах. По Статистическому справочнику Таврической губернии. Ч.II-я. Статистический очерк, выпуск пятый Перекопский уезд, 1915 год, в деревне Джага-Кипчак Ак-Шеихской волости Перекопского уезда числилось 17 дворов (все дворы с землёй) с татарским населением в количестве 55 человек приписных жителей и 28 — «посторонних», из которых 44 мужчины и 39 женщин. Жители владели 206 десятинами удобной земли. В хозяйствах имелось 35 лошадей, 13 коров и 90 голов мелкого скота.
После установления в Крыму Советской власти, по постановлению Крымревкома № 206 «Об изменении административных границ» от 8 января 1921 года была упразднена волостная система, Перекопский уезд переименовали в Джанкойский, в составе которого был создан Джанкойский район. В 1922 году уезды преобразовали в округа. 11 октября 1923 года, согласно постановлению ВЦИК, в административное деление Крымской АССР были внесены изменения, в результате которых округа были отменены и Джанкойский район стал основной административной единицей и село включили в его состав. Согласно Списку населённых пунктов Крымской АССР по Всесоюзной переписи 17 декабря 1926 года, в селе Джага-Кипчак Шибаньского сельсовета Джанкойского района, числилось 28 дворов, из них 26 крестьянские, население составляло 98 человек, из них 81 татарин, 15 русских, 2 немца, действовала татарская школа. Постановлением ВЦИК «О реорганизации сети районов Крымской АССР» от 30 октября 1930 года был создан Сейтлерский район (по другим сведениям 15 сентября 1931 года), переименованный указом ВС РСФСР № 621/6 от 14 декабря 1944 года в Нижнегорский и село передали в его состав.
В 1944 году, после освобождения Крыма от фашистов, согласно постановлению ГКО № 5859 от 11 мая 1944 года, 18 мая крымские татары были депортированы в Среднюю Азию. Указом Президиума Верховного Совета РСФСР от 18 мая 1948 года Джага-Кипчак объединили с Лужками с названием Лужки.